# 马集乡 (柘城县)
马集乡，是中华人民共和国河南省商丘市柘城县下辖的一个乡镇级行政单位。

## 行政区划
马集乡下辖以下地区：
马集村、马楼村、吴庄村、林楼村、东寺村、曹楼村、谢楼村、侯庄村、索固堆村、高八村、阎庙村、陈新村、红牌村、马申楼村、史楼村、曹吴村、李楼村、程庄村、马老家村、杨庄村、闫新村和小张村。